# Измайлово (Милославский район)
Измайлово — опустевшее село в Милославском районе Рязанской области, входит в состав Богородицкого сельского поселения. 

## География
Расположено на берегу реки Сухая Полотебня в 34 км на восток от центра поселения села Богородицкое и в 13 км на север от райцентра Милославское.

## История
Село Архангельское (Измайлово), названное так по имени владельца Льва Измайлова, с церковью Архистратига Божьего Михаила, упоминается в окладных книгах 1676 года. В приходе состояло 59 дворов, в том числе двор помещиков. Вместо упоминаемой в XVII веке и обветшавшей церкви, в 1794 году построена была новая деревянная Архангельская церковь.
В XIX — начале XX века село являлось центром Измайловской волости Скопинского уезда Рязанской губернии. В 1906 году в селе было 109 дворов.
С 1929 года село являлось центром Измайловского сельсовета Милославского района Рязанского округа Московской области, с 1937 года — в составе Рязанской области, с 1957 года — в составе Спасского сельсовета, с 2005 года — в составе Богородицкого сельского поселения.

## Население
| 1859 | 1897 | 1906 | 2010 |
| ---- | ---- | ---- | ---- |
| 714  | ↘696 | ↗830 | ↘0   |